# Milorad Mažić
Milorad Mažić (Vrbas, 23. ožujka 1973.) srpski je nogometni sudac najviše FIFA-ine kategorije. Sudio je na Svjetskom prvenstvu 2014. u Brazilu i Europsko prvenstvo 2016. u Francuskoj. Uz brojne utakmice Europske lige i Lige prvaka, sudio je i Europski superkup 2016.
Od 2009. sudi utakmice Superlige Srbije. Krakotrajno je i sudio u Rumunjskoj, Kataru i Egiptu.
Također je sudio kvalifikacijske utakmice na Svjetskom prvenstvu u Brazilu 2014., Ligi Europe i Ligi prvaka. U karijeri je više puta sudio srpski vječni derbi između Partizana i Crvene zvezde, zajedno s pomoćnim sucima Milovanom Ristićem i Daliborom Đurđevićem, koji ga prate od 2012. godine.
26. svibnja 2018. sudio je finalnu utakmicu Lige prvaka (Real Madrid - Liverpool) u Kijevu, a također je sudio i na Svjetskom nogometnom prvenstvu 2018. u Rusiji.
Godine 2019. napustio je srpski nogomet i profesionalno otišao na probu u Kineski nogometni savez (CFA), da bi iste godine bio izabran za najboljeg suca kineske Superlige, postajući prvi stranac koji je osvojio ovo priznanje.